# Atalaya de Torrelodones
La atalaya de Torrelodones o torre de los Lodones se encuentra en el municipio español de Torrelodones, en la Comunidad de Madrid. Fue erigida en algún momento indeterminado del período omeya de Al-Ándalus, entre los siglos IX y XI. La torre, que cuenta con el estatus de bien de interés cultural, es una de las atalayas islámicas mejor conservadas de la región madrileña, si bien la construcción actual presenta transformaciones, fruto de una restauración emprendida en 1928, tras el derrumbe parcial de sus muros.

## Toponimia
La atalaya toma su nombre del lodón, árbol que era abundante en su enclave. Por extensión, el caserío surgido a sus pies acabó llamándose Torrelodones. La torre se ha convertido en el símbolo de este pueblo, que la ha incorporado en su escudo heráldico.

## Historia
Esta torre o almenara de origen islámico tenía como misión vigilar uno de los caminos que se dirigía hacia los pasos de la Sierra de Guadarrama. Uno de los pasos del Sistema Central fue el que en 711 utilizó Tariq para su avance por la parte norte de la península ibérica. Una atalaya cercana a la de Torrelodones es la existente en el término municipal de Hoyo de Manzanares, conocida como La Torrecilla.
Todas estas atalayas formaban parte del muy jerarquizado sistema defensivo omeya de la Marca Media, que tenía su centro en Toledo. Construidas por el poder andalusí, entre los siglos IX y XI, controlaban las fronteras más septentrionales. Las atalayas se levantaban a cierta distancia de los pasos naturales del Sistema Central, al sur de los actuales puertos de Somosierra, Tablada o El León, sobre cerros no muy distantes de las poblaciones o a lo largo de los valles, como el del río Jarama. Mediante sucesivas humadas, avisaban de los posibles ataques cristianos que se podían producir contra las poblaciones andalusíes más en vanguardia, tales como Buitrago del Lozoya, Torrelaguna o Talamanca de Jarama.
El Gran Duque de Toscana Cosme III de Médici (1642-1723) hizo un viaje a España y Portugal. A lo largo del viaje, acompañaban al duque dos escritores que tomaban notas y un pintor que realizaba acuarelas y dibujos, el arquitecto Pier Maria Baldi (1630-1686). En una de las páginas de la serie figuran conjuntamente los paisajes pintados por Baldi de la "Torre de los Oydores" de Torrelodones y del Monasterio de El Escorial en 1699. La explicación es sencilla: las obras siguen el orden cronológico del viaje y, obviamente, camino del famoso monasterio, la comitiva se detuvo unos instantes en la pequeña aldehuela que era entonces Torrelodones y a Baldi le pareció suficientemente pintoresca para retratarla.

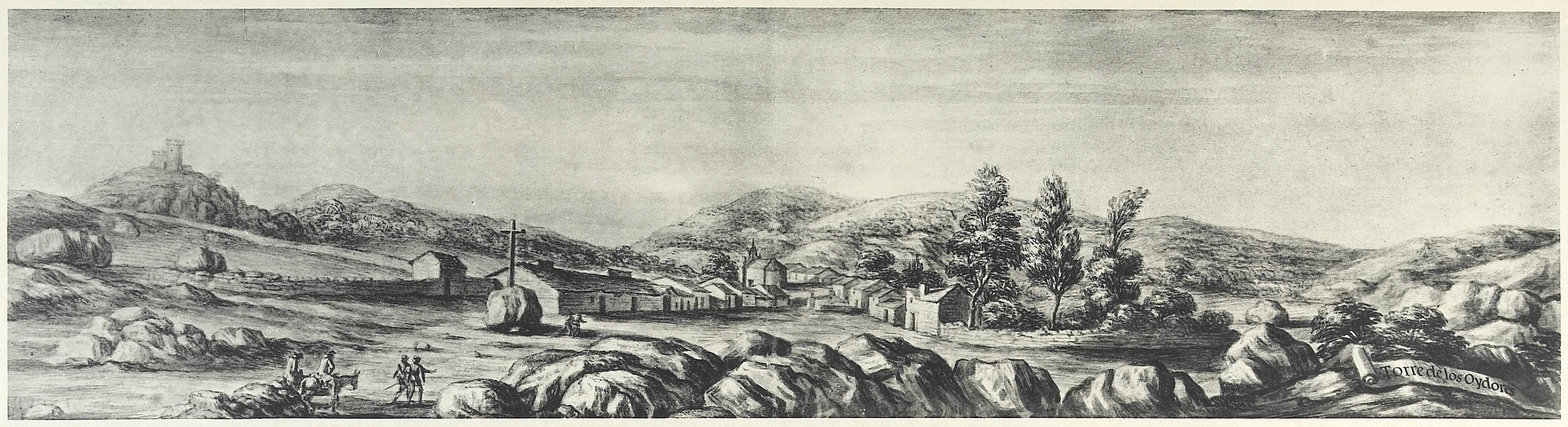
Aguada de la Torre de los Oydores, original de 1668 de Pier Maria Baldi

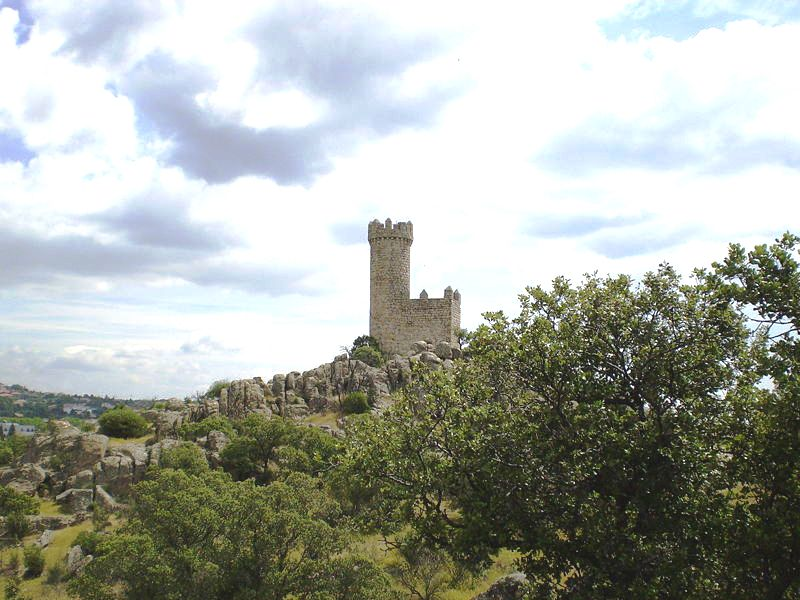
Vista de la atalaya en la finca Las Marías

La atalaya de Torrelodones fue objeto de un atentado el 1 de marzo de 1979, una jornada en la que se iban a celebrar elecciones generales al Congreso y al Senado. Una bomba de relojería, de poca potencia, provocó daños de escasa consideración en el exterior de la torre cilíndrica, abriéndose un pequeño boquete en la base.
Fue declarada Monumento Histórico-Artístico en 1983, mediante Real Decreto 2863/1983, de 14 de septiembre. La construcción actual presenta transformaciones, fruto de una restauración emprendida en 1928, tras el derrumbe parcial de sus muros.  Su titularidad corresponde al Ayuntamiento de Torrelodones, que permite el acceso libre al exterior.

## Características

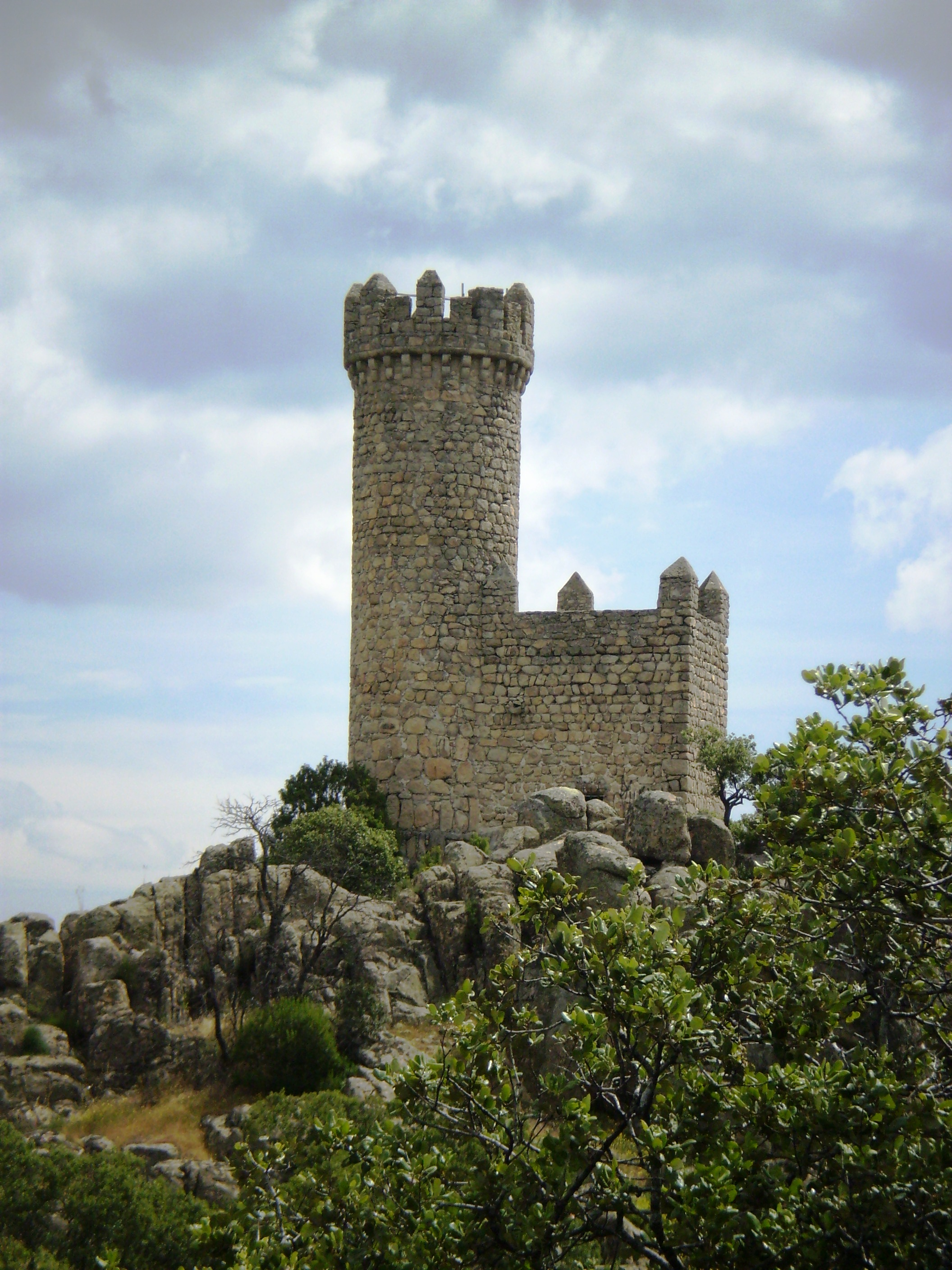
La atalaya mide cerca de once metros de altura.

La atalaya de Torrelodones se ubica en lo alto de un cerro granítico, en la finca Las Marías, junto al mismo borde de la autopista A-6, a la altura del punto kilométrico 29. Está construida enteramente en piedra de granito, labrada en sillares irregulares. 
El edificio consta de dos núcleos, la torre propiamente dicha y un cuerpo lateral, desde donde se accede: 
- La torre es cilíndrica y está coronada por un matacán con una sucesión alterna de nueve almenas prismáticas y nueve piramidales con esperontes. Es maciza hasta una altura de aproximadamente tres metros desde el suelo. Mide cerca de once metros de altura y tiene un diámetro exterior de 3,8 metros. En el interior, el diámetro se reduce a 2,5 metros.

- El cuerpo lateral tiene planta rectangular. Sus lados miden alrededor de 5,3 y 3,5 metros. Se encuentra igualmente almenado, con un total de cuatro almenas. Posee una puerta de entrada, que mide 1,5 metros de alto, y un ventanuco cuadrado, de apenas 0,45 metros de lado.

El interior de este cuerpo lateral integra una cocina de piedra, que tal vez fuera instalada durante las obras de reconstrucción de 1928. Una escalera de diez escalones permite acceder a la base de la torre, que, tras la restauración, se encuentra vana. Para subir al terrado, se ha instalado una escalera vertical de hierro.